# Lijst van politieke partijen in de Volksrepubliek China
Dit artikel gaat over politieke partijen in de Volksrepubliek China. 
De Volksrepubliek China, is formeel een meerpartijenstaat onder de leiderschap van de Communistische Partij van China (CPC). De CPC leidt acht kleinere partijen in een Verenigd Front te vergelijken met de Volksfronten in vroegere Oost-Europese landen.
Onder het Een land, twee systemen-beleid, kunnen Hong Kong en Macau, voormalige Europese koloniën, opereren onder verschillende politieke systemen dan de rest van China. Voorlopig hebben Hong Kong en Macau een meerpartijenstelsel.

## Relatie met de communistische partij
In de praktijk houdt maar één politieke partij de macht op het nationale niveau, namelijk de CPC. Zijn dominantie is zodanig dat China effectief een eenpartijstaat is. De acht kleinere partijen zijn deel van het Verenigde Front en nemen deel aan het politieke systeem, maar hebben beperkte macht op nationaal niveau. Ze moeten de leidende rol van de CPC accepteren als voorwaarde voor hun bestaan. Het systeem staat toe dat deze partijen onderdeel uitmaken van het Volkscongres, maar ze worden doorgelicht door de CPC.

## Institutionele partijen (stand van 1 juli 2020)
Communistische Partij van China (CPC) (eenvoudig Chinees 中国共产党)
Stichtingsdatum: 1 juli 1921
Aantal leden: 89.450.000
Leider: Xi Jinping (secretaris-generaal)
China Zhi Gong Partij (CZGP) (eenvoudig Chinees 中国致公党)
Stichtingsdatum: 10 oktober 1925
Aantal leden: 48.000
Leider: Prof. Wan Gang (voorzitter)
Chinese Boeren en Arbeiders Democratische Partij (CBADP) (eenvoudig Chinees 中国农工民主党)
Stichtingsdatum: 9 augustus 1930
Aantal leden: 145.000
Leider: Prof. Chen Zu
China Democratische Liga (CDL) (eenvoudig Chinees 中国民主同盟)
Stichtingsdatum: 19 maart 1941
Aantal leden: 282.000
Leider: Prof. Ding Zhongli
Jiusan Vereniging (JV) (eenvoudig Chinees 九三学社)
Stichtingsdatum:3 september 1945
Aantal leden: 167.000
Leider: Prof. Wu Weiha (voorzitter)
China Democratische Nationale Constructie Associatie (CDNCA) (eenvoudig Chinees 中国民主建国会)
Stichtingsdatum:
Aantal leden:
Leider: Prof. Hou Mingjin
China Associatie voor Promotie van Democratie (CAPD) (eenvoudig Chinees 中国民主促进会)
Stichtingsdatum: 30 december 1945
Aantal leden: 167.000
Leider: Prof. Cai Dafing (voorzitter)
Taiwan Democratische Zelfbestuur Liga (TDZL) (eenvoudig Chinees台湾民主自治同盟)
Stichtingsdatum: 12 november 1947
Aantal leden: 3.000
Leider: Su Hui (voorzitter}
Revolutionair Comité van de Chinese Kwomintang (RCCK) (eenvoudig Chinees 中國國民黨革命委員會)
Stichtingsdatum: 1 januari 1948
Aantal leden: 128.000
Leider: Prof. Wan Exiang